# Przełączka nad Korytem
Przełączka nad Korytem (słow. Štrbina nad Kotlinami, 2258 m) – przełączka znajdująca się w górnej części Krywańskiej Grani w słowackiej części Tatr Wysokich. Oddziela Ramię Krywania od Turni nad Korytem.
Z przełęczy wybiega w kierunku wschodnim piarżysty zachód, oddzielający fragment północnej ściany Ramienia Krywania od północnych urwisk Turni nad Korytem. Zachód ten kończy się w niewielkim siodełku, jakie tworzy krótka, boczna grańka opadająca w stronę doliny Niewcyrki z masywu Ramienia Krywania. Przedłużeniem zachodu po wschodniej stronie siodełka jest wybitny żleb, zazwyczaj wypełniony śniegiem, uchodzący do kotła polodowcowego pod przełęczą Szpara.
Teren po zachodniej stronie Przełączki nad Korytem (po stronie Koryta Krywańskiego) to umiarkowanie stromy, piarżysto-trawiasty stok, łączący się ze środkową częścią, względnie łagodnie nachyloną, północno-zachodniej ściany Krywania.
W grani pomiędzy Przełączką nad Korytem a Turnią nad Korytem wznosi się nienazwana, mało wybitna kulminacja (2262 m), oddzielona od wierzchołka Turni nad Korytem niewielkim siodełkiem (2248 m).

## Taternictwo
Autorami pierwszego znanego wejścia na Przełączkę pod Korytem byli Zygmunt Klemensiewicz i Jerzy Maślanka 4 września 1906 – drogą żlebem (częściowo jego lewą orograficznie grzędą) i zachodem od strony Niewcyrki. Po osiągnięciu przełączki kontynuowali oni wspinaczkę trawersując po stronie Koryta Krywańskiego do trzeciego z kolei żlebku, którym weszli na północno-wschodnią grań Krywania, a następnie jego wierzchołek. W zimie pierwszymi taternikami na Przełączce pod Korytem byli Zbigniew Korosadowicz i Włodzimierz Stachnik 11 kwietnia 1937.
Obecnie taternictwo w całym masywie Krywania nie jest dozwolone. Wyjątek uczyniono dla wspinaczki zimowej (od 21 grudnia do 20 marca) na Ramieniu Krywania od strony doliny Niewcyrki.
Drogi wspinaczkowe i taternickie
1. z doliny Niewcyrki żlebem; I w skali tatrzańskiej (z trudniejszym wariantem), czas przejścia od wylotu żlebu 1 godz.
2. ze środkowej części północno-zachodniej ściany Krywania; 0-
3. Krywańską Granią z Niewcyrskiej Polanki; II, 7 godz.
4. z Przełączki nad Korytem na Krywań; I, 1 godz. (dwa warianty: granią przez Ramię Krywania albo trawersem po stronie Koryta z ominięciem Ramienia Krywania)[3][2].

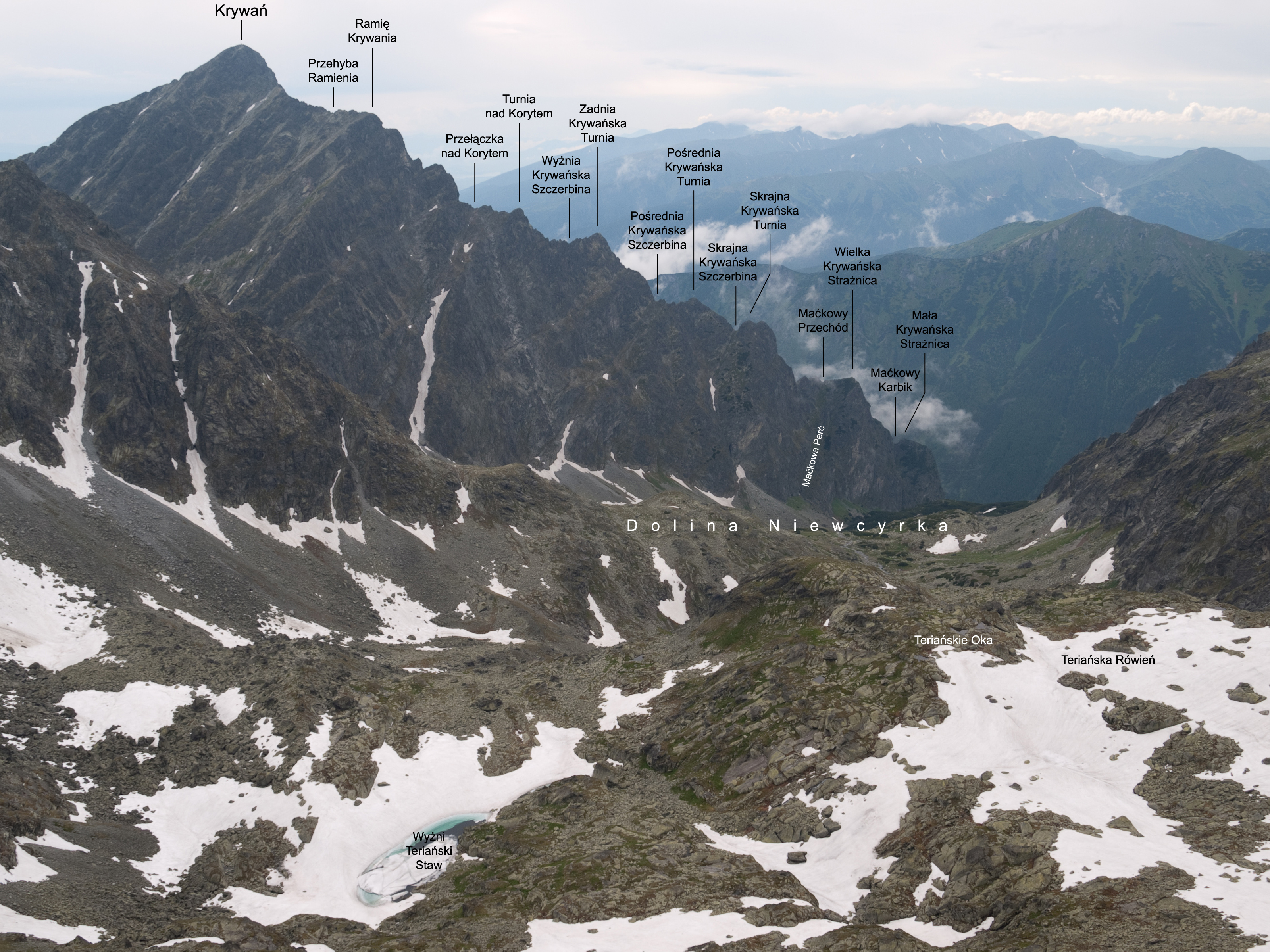
Krywańska Grań – widok z Furkotu